# Reichshoffen
Reichshoffen (elsässisch Rishoffe, deutsch Reichshofen) ist eine französische Gemeinde mit 5416 Einwohnern (Stand 1. Januar 2021) im Département Bas-Rhin in der Europäischen Gebietskörperschaft Elsass und in der Region Grand Est. Sie gehört zum Arrondissement Haguenau-Wissembourg.

## Geografie

### Geografische Lage
Reichshoffen liegt am Rand des Gebiets der in Frankreich so genannten Nordvogesen. Der Ort wird vom Falkensteinerbach durchflossen, der sich südlich des historischen Ortskerns mit dem Schwarzbach vereinigt.

### Nachbargemeinden
Folgende Gemeinden grenzen an Reichshoffen (im Uhrzeigersinn von Norden):
- Windstein
- Langensoultzbach
- Frœschwiller
- Gundershoffen
- Gumbrechtshoffen
- Niederbronn-les-Bains

### Gemeindegliederung
Am 1. November 1972 wurde der Nachbarort Nehwiller-près-Wœrth eingemeindet. Nehwiller wurde der Status der Commune associée (Ortsteil mit eigener Ortsverwaltung) zugestanden. Zum Gemeindegebiet gehört ferner der im Süden der Markung gelegene Lauterbacherhof.

## Geschichte
Aus der gallorömischen Zeit sind zahlreiche Überreste in Reichshoffen entdeckt worden. Eine schriftliche Aufzeichnung von 1742 erwähnt die Herausnahme zweier Votivreliefs aus der Kapelle Altkirch. Sie waren dem Gott Merkur gewidmet und laut Inschrift von Victorina Natalis bzw. von Fortunatus gestiftet worden. 1820 wird ein drittes Merkurrelief aus dieser Kapelle entnommen 1781 werden in der Umgebung des Schlosses ein Laconicum (Öfen für Dampfbäder) und ein Frigidarium (Kaltwasserbad) entdeckt. Ein weiteres Laconicum ist seit 1786 in der Flur Reissacker bekannt. Bei Gundershoffen entdeckte 1832 der Archäologe Dr. Schnöringer die Reste eines quadratischen Tempels mit sechs Metern Länge auf jeder Seite sowie acht Flachreliefs. Des Weiteren untersuchte er einen landwirtschaftlichen Gutshof im Bereich Au Frohret und Bäder in einer Lichtung im Sandholz. Ein weiteres Relief war den Göttern Sol-Apollo und Luna gewidmet und von einem Edullius Visurionis gestiftet worden. Ebenso wurden im 19. Jahrhundert auf dem Gelände der heutigen Alstom-Fabrik etwa 200 Urnen gefunden. Zahlreiche römische Münzen zeugen von größerem Handelsverkehr. Notgrabungen in den 1970er und frühen 1980er Jahren belegen eine Töpferei.
Diese Spuren lassen die Existenz eines bedeutsamen Dorfes (Vicus) vermuten, der sich möglicherweise bis zum Kurort Niederbronn-les-Bains erstreckt haben könnte.
Reichshoffen wird 997 erstmals urkundlich erwähnt (Richeneshouan). Das Dorf kam 1485 als Lehen des Erzbistums Straßburg an die Grafschaft Hanau-Lichtenberg. 1570 zog der Lehensherr das Lehen ein. Im 18. Jahrhundert gehörte das Dorf zum Amt Niederbronn und damit wieder zur Grafschaft Hanau-Lichtenberg, die aber seit 1736 zur Landgrafschaft Hessen-Darmstadt gehörte.
Am 6. August 1870 fand zwischen Reichshoffen und Wœrth die Schlacht bei Wörth (französisch Bataille de Reichshoffen) statt, eine der wichtigsten Schlachten des Deutsch-Französischen Krieges. Am Ufer des Schwarzbachs erinnert die Grabstätte zweier in der Schlacht gefallener Zuaven an das Ereignis.
Während des Zweiten Weltkrieges wurde die Synagoge von Reichshoffen unter deutscher Besatzung geplündert. Die in Reichshoffen verbliebenen jüdischen Einwohner wurden nach Südfrankreich deportiert. Siebzehn ehemalige jüdische Einwohner wurden Opfer der Endlösung.
Reichshoffen unterhält seit 1961 eine Städtepartnerschaft mit der rheinland-pfälzischen Stadt Kandel.

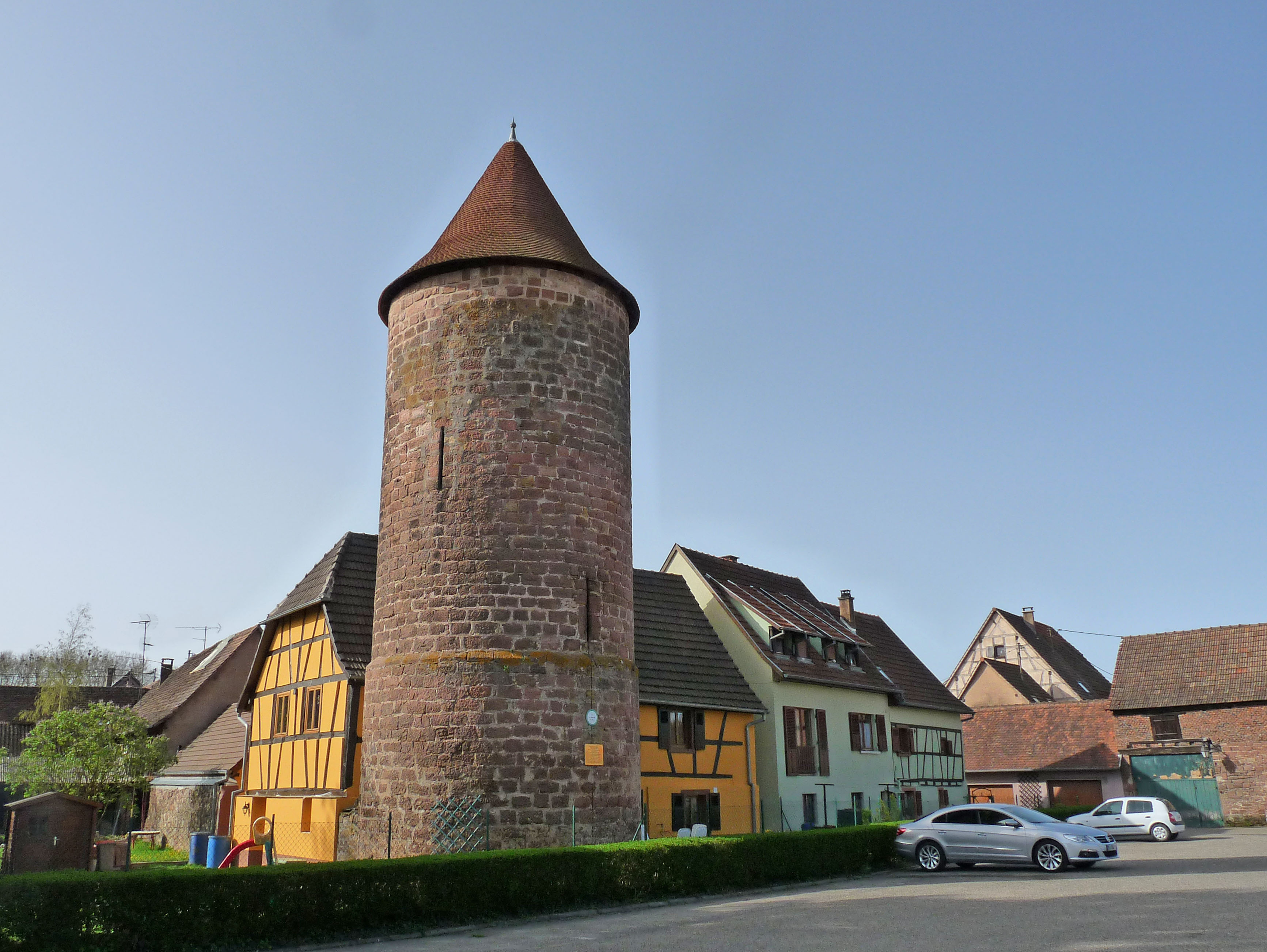
Tour des Suédois
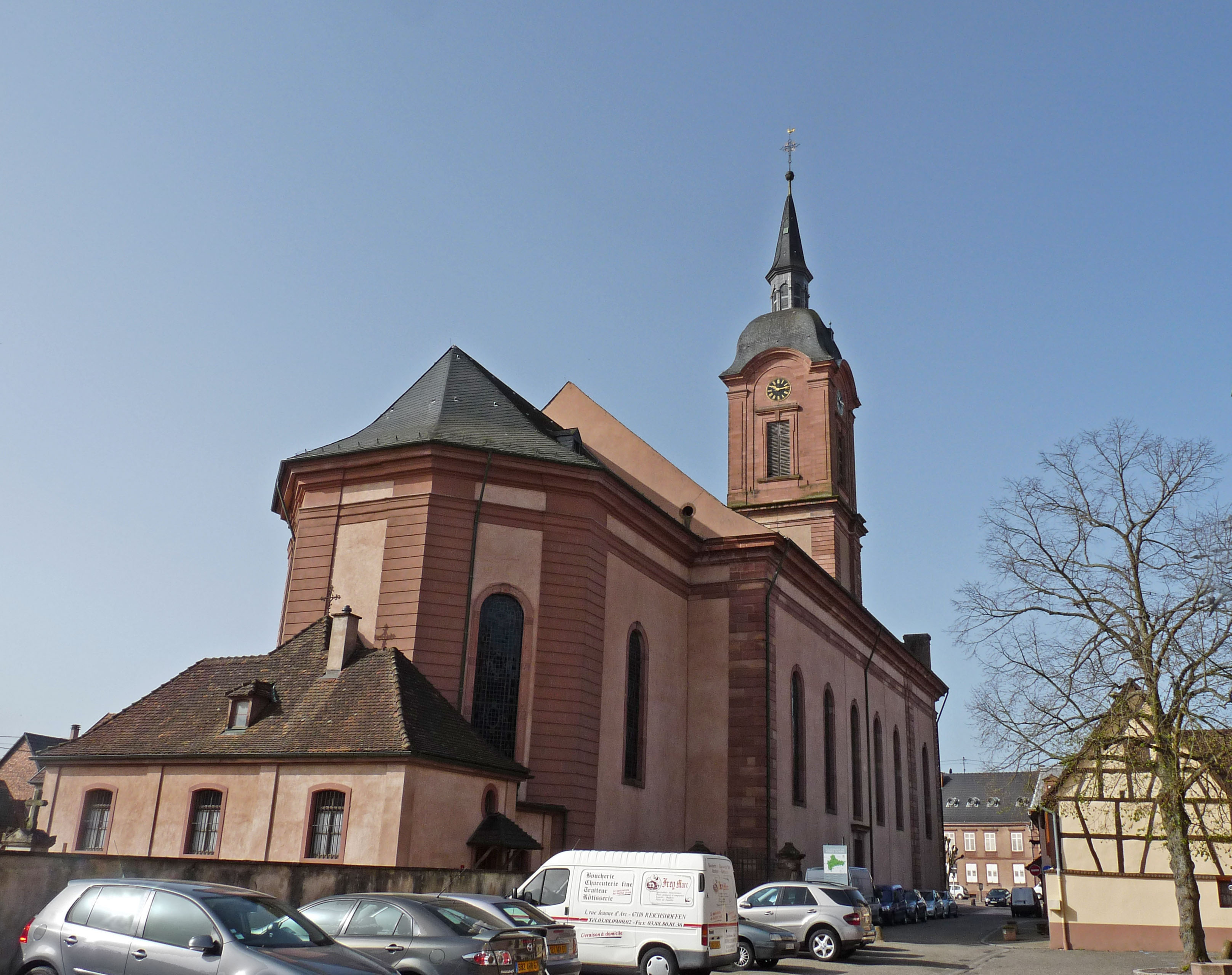
Kirche Saint-Michel
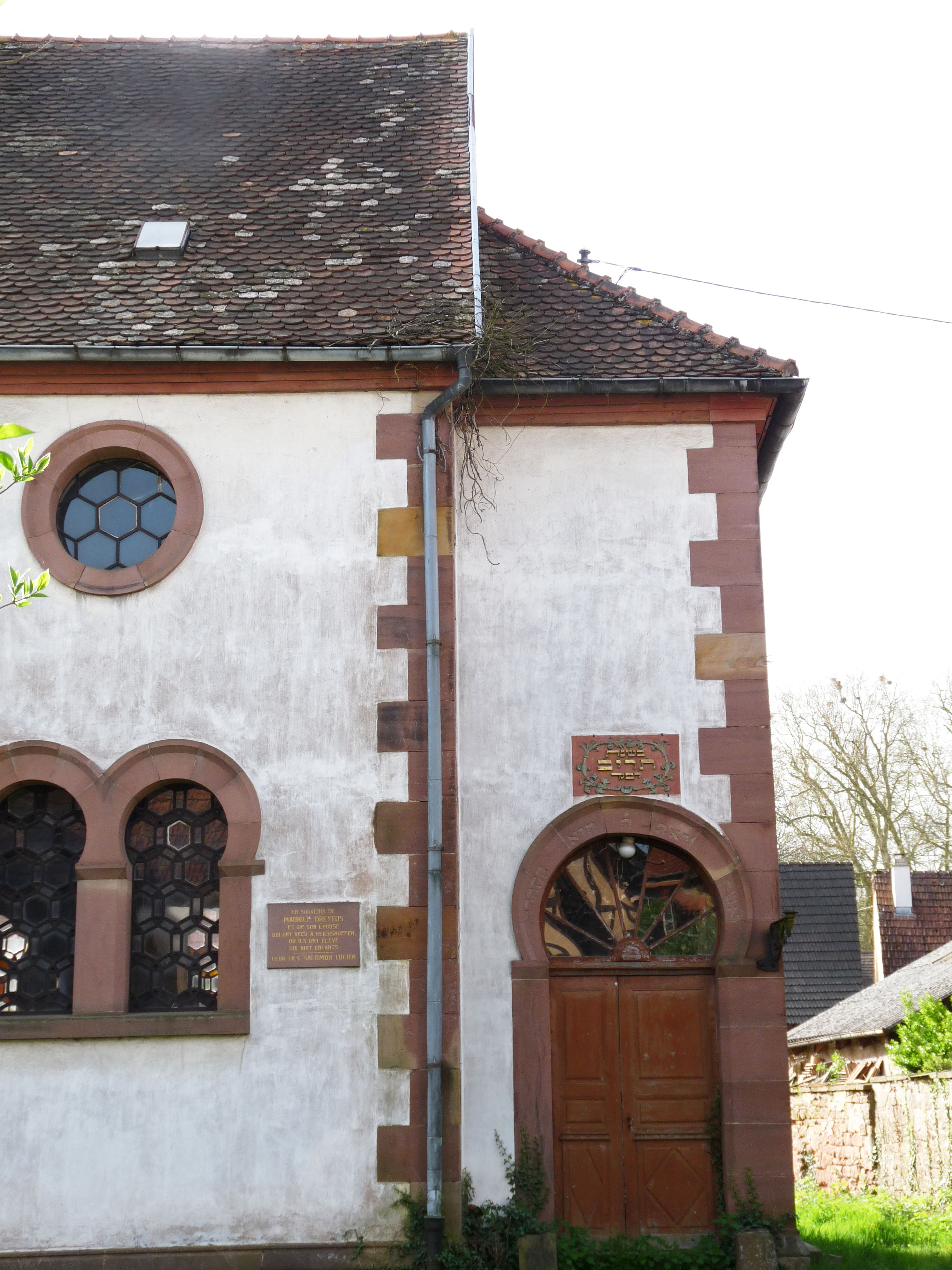
Alte Synagoge
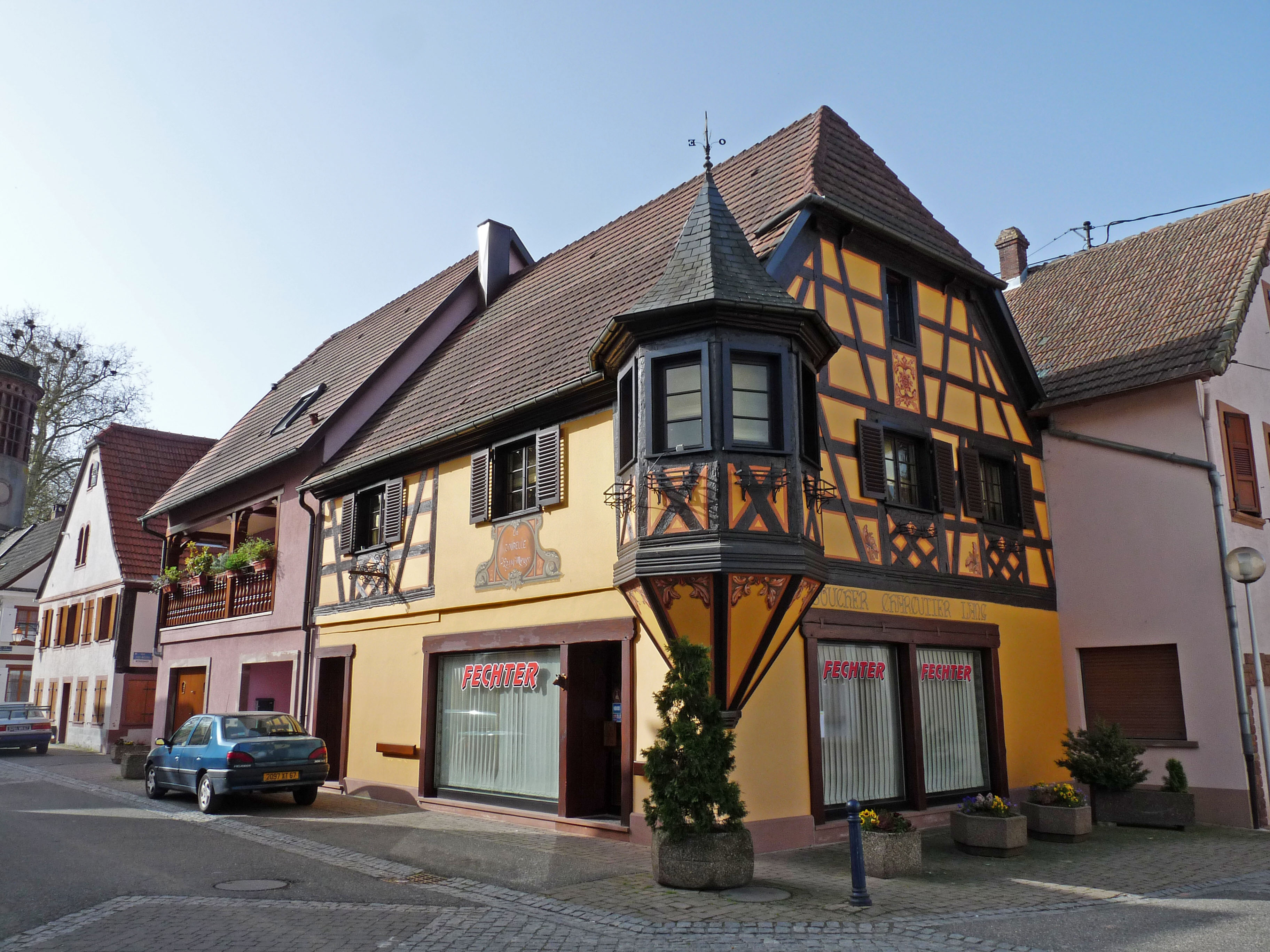
Haus aus dem 13. Jahrhundert
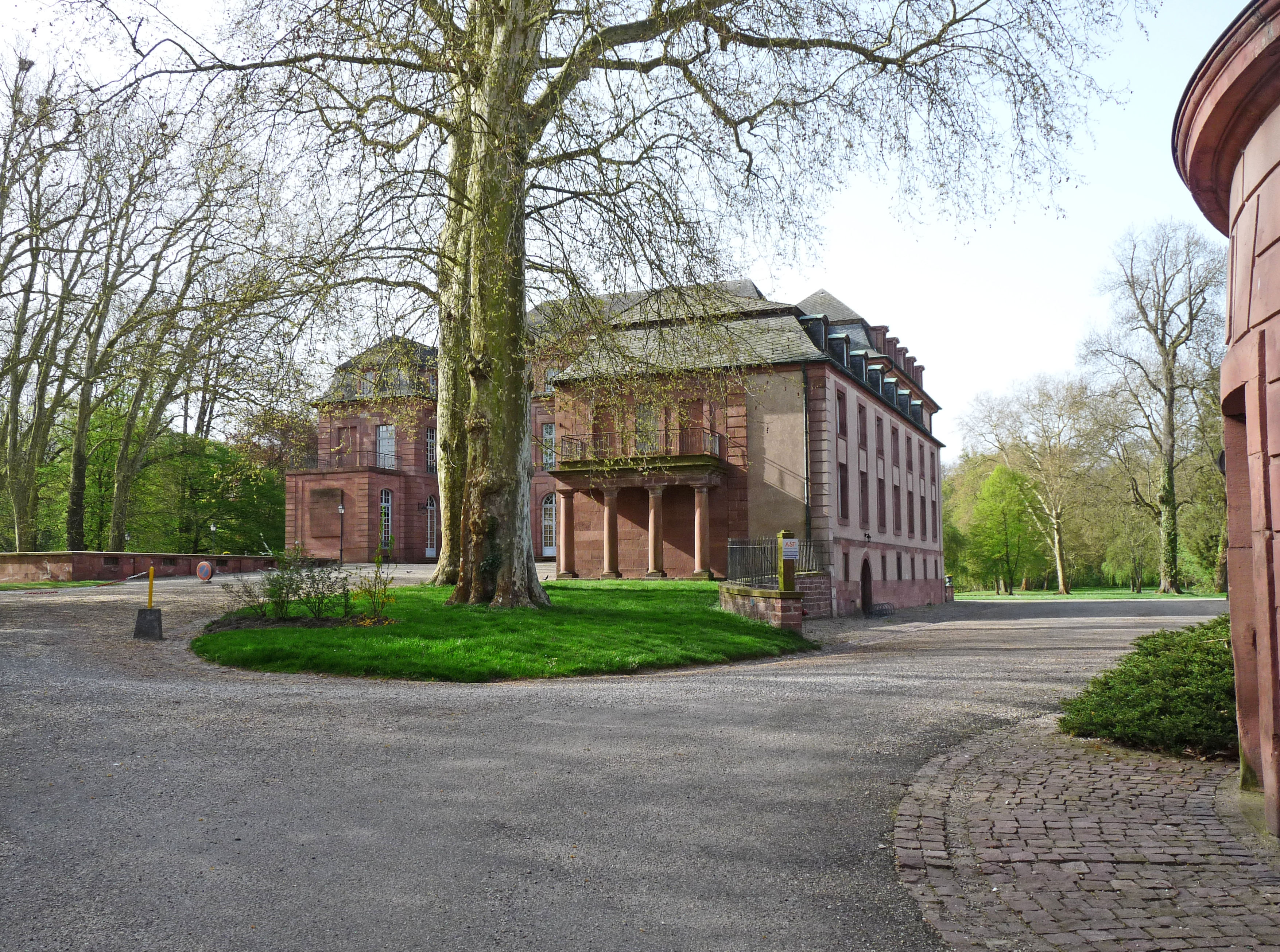
Château de Dietrich
Zuavengrab am Schwarzbach

## Sehenswürdigkeiten
- Kirche Saint-Michel
- Altkirch, Kirchenruine aus dem 13. Jahrhundert
- Alte Synagoge
- Tour des Suédois
- Musée Historique et Industriel – Musée du Fer
- Château de Reichshoffen (Château De Dietrich), ein Schloss aus dem 18. Jahrhundert im Privatbesitz der Familie De Dietrich[7]
- Nordöstlich liegt der Plan d’Eau de Wolfartshoffen (See von Wolfahrtshoffen), ursprünglich zum Schutz vor Hochwasser gebaut und heute ein Naturreservat mit vielen Vögeln und Beobachtungshütten.[8]

## Wirtschaft und Infrastruktur
Der spanische Schienenfahrzeughersteller Construcciones y Auxiliar de Ferrocarriles (CAF) betreibt in Reichshoffen eine Fabrik und ein Entwicklungszentrum für Schienenfahrzeuge. In der Fabrik, die CAF 2022 von Alstom erwarb, werden die Régiolis-Züge für die SNCF hergestellt. Der ehemalige Eigentümer Alstom stellte in seinem Werk Reichshoffen, das vor 1995 als De Dietrich Ferroviaire operierte, neben den Régiolis-Zügen Teile des TGVs her. Die zum Vossloh-Konzern gehörende Firma Vossloh Cogifer baut in Reichshoffen Weichen und Weichenkomponenten. Cogifer gehörte zwischen 1992 und 2002 der Familie De Dietrich.
Die Gemeinde besitzt einen Haltepunkt an der Bahnstrecke Haguenau–Falck-Hargarten (Reichshoffen-Ville). Die Züge des TER Grand Est, die hier verkehren, fahren nur noch bis Niederbronn-les-Bains. Der frühere Haltepunkt Reichshoffen-Usines im Süden der Gemeinde wurde aufgegeben.